# Kopîllea, Manevîci
Kopîllea (în ucraineană Копилля) este o comună în raionul Manevîci, regiunea Volînia, Ucraina, formată numai din satul de reședință.

## Demografie
Componența lingvistică a satului Kopîllea
     Ucraineană (100%)
Conform recensământului din 2001, toată populația satului Kopîllea era vorbitoare de ucraineană (100%).